# Verónica Echegui
Verónica Echegui, pseudonimo di Verónica Fernández de Echegaray (Madrid, 16 giugno 1983), è un'attrice spagnola, conosciuta per i suoi ruoli in film come La fredda luce del giorno (2012), Mi stai ammazzando, Susana (2016), Lasciati andare (2017), Hunter's Prayer - In fuga (2017), Ballo ballo (2020) e in serie televisive come Fortitude (2015-2017) e Trust (2018).

## Biografia
È una discendente, da parte di madre, di José Echegaray y Eizaguirre (1832-1916), matematico, drammaturgo e politico, Premio Nobel per la letteratura assieme a Frédéric Mistral nel 1904.

## Carriera
Debutta in televisione con piccoli ruoli en serie come Una nueva vida y Paco y Veva. Nel 2005 è andata in scena al Teatro María Guerrero di Madrid per interpretare Beatriz nella produzione Infierno di Tomaž Pandur, basata sull'opera teatrale di Dante Alighieri. La sua prima apparizione nel mondo del cinema è stata nel film Yo soy la Juani, dove interpretava il personaggio principale. Per questo ruolo, è stata candidata per il Premio Goya come migliore attrice esordiente nella ventunesima edizione. Dopo il successo di critica della sua partecipazione al film Yo soy la Juani, Echegui ha iniziato a ricevere sempre più progetti. Nel 2007 esce il film Tocar el cielo, una coproduzione argentino-spagnola diretta da Marcos Carnevale. Partecipò anche al film televisivo Un difunto, seis mujeres y un taller di Antena 3.
L'anno successivo ha partecipato a un massimo di tre produzioni. Ha recitato in El menor de los males di Antonio Hernández, un film che è stato girato alla fine del 2006. Ha avuto un ruolo secondario nella commedia corale 8 citas diretta da Peris Romano e Rodrigo Sorogoyen. Sempre quell'anno fece parte del cast del film El patio de mi cárcel, film del regista Belén Macías prodotto da Pedro Almodóvar. La sua interpretazione di 'Isa' fu ricompensata con una candidatura al Premio Goya come migliore attrice protagonista.
Nel 2009 ha recitato, insieme a Juan José Ballesta, nel film La casa de mi padre del regista Gorka Merchán. Sempre quell'anno esce il film Bunny and the Bull, del regista Paul King. L'anno successivo ha debuttato La mitad de Óscar, del regista almeriense Manuel Martín Cuenca.
Nel 2011 ha recitato nel film Seis puntos sobre Emma, un film diretto da Roberto Pérez Toledo in cui interpretava Emma, una ragazza cieca che voleva con tutte le sue forze essere una madre. Ha anche presentato in anteprima il film Verbo, di Eduardo Chapero-Jackson.
Il 10 gennaio 2012, l'attrice è stata nominata per i Premio Goya dall'Accademia delle arti e delle scienze cinematografiche di Spagna come migliore attrice per Kathmandu, un espejo en el cielo, un film uscito nel 2012 in cui Echegui ha recitato per Icíar Bollaín. Nonostante non abbia vinto il Goya, ha ricevuto un Premio Gaudí, assegnato dall' Accademia del cinema catalano.
Sempre nel 2012 ha preso parte alle riprese del thriller La fredda luce del giorno, film diretto da Mabrouk El Mechri in cui condivideva un cast con star di Hollywood come Henry Cavill, Sigourney Weaver e Bruce Willis.
Nel 2013 ha partecipato alla commedia La gran familia española di Daniel Sánchez Arévalo, dove ha avuto un ruolo secondario interpretando 'Cris'. Nel marzo 2014 ha partecipato al film Kamikaze, dove ha incontrato di nuovo Álex García (co-protagonista in Seis puntos sobre Emma), oltre a condividere un cast con attori come Leticia Dolera, Carmen Machi e Héctor Alterio tra gli altri. Nello stesso anno ha fatto un cameo di diversi capitoli nella lunga serie Televisión española Cuéntame cómo pasó, dove interpretava Cristina.
Nel 2015 si è unito alle riprese della serie britannica Fortitude trasmessa su Sky Atlantic e che può essere vista anche su Movistar+. In esso interpreta Elena Ledesma, una cameriera spagnola. Nel febbraio 2017, la seconda stagione della serie è stata pubblicata su Movistar Series Xtra. Sempre nel 2015 ha girato la serie Apaches per Antena 3, uscita nel 2017.
Nel 2016 ha presentato in anteprima il film messicano Mi stai ammazzando, Susana insieme a Gael García Bernal. Nello stesso anno ha recitato in No culpes al karma de lo que te pasa por gilipollas, una commedia diretta da María Ripoll basata sul romanzo di Laura Norton.
Nell'aprile 2017 ha presentato in anteprima la commedia italiana Lasciati andare, diretta da Francesco Amato. Il 9 giugno è uscito negli Stati Uniti il film Hunter's Prayer - In fuga, dove Echegui ha partecipato come attrice non protagonista accanto ad attori come Sam Worthington. L'8 settembre 2017, il film La niebla y la doncella, basato su il romanzo di Lorenzo Silva con lo stesso nome. In esso ha condiviso un cast con attori del calibro di Quim Gutiérrez, Aura Garrido, Roberto Álamo e Marian Álvarez ed è diretto da Andrés Koppel.
Nel 2018 ha ottenuto un ruolo da protagonista nella serie americana Trust, interpretando Luciana. Nel 2019, è stata una delle protagoniste della serie natalizia Netflix Tre giorni di Natale. Nel 2020 ha partecipato al lungometraggio L'ofrena, interpretazione per la quale ha vinto il Premio Gaudí come miglior attrice non protagonista. Nello stesso anno ha anche ottenuto un ruolo secondario nella commedia musicale Ballo ballo, per la quale è stata nominata ai Premio Goya e vincitrice dei Premi Feroz come miglior attrice. Inoltre, ha recitato nel film Netflix Origini segrete, che ha ricevuto buone critiche.
Nel gennaio 2021, ha recitato nella serie Amazon Prime Video 3 Caminos, che si svolge sul Cammino di Santiago. Nel luglio dello stesso anno esce il lungometraggio Donde caben dos. Nel giugno 2021 inizia la sua partecipazione alla serie Intimidad, distribuita dalla piattaforma Netflix.
Nel 2019 ha vinto il concorso Movistar + Short Project al FICX. Il progetto si è concretizzato nel cortometraggio Tótem loba, primo lavoro di Verónica Echegui come regista, in cui, sulla base dell'esperienza personale, rivisita favole popolari in chiave femminista. È stato presentato in anteprima nel giugno 2021 su Movistar+.
Nel febbraio 2022, ha presentato in anteprima il film inglese Book of Love per Amazon Prime Video come co-protagonista con Sam Claflin nella commedia romantica. Inoltre, si annuncia il ruolo per la serie televisiva Los pacientes del doctor García, basato sull'omonimo romanzo di Almudena Grandes, per Televisione spagnola, con il personaggio di Amparo Priego.

## Vita privata
Dalla fine del 2010 ha una relazione con l'attore Álex García.

## Filmografia

### Cinema
- Yo soy la Juani, regia di Bigas Luna (2006)
- Tocar el cielo, regia di Marcos Carnevale (2007)
- El menor de los males, regia di Antonio Hernández (2007)
- 8 citas, regia di Peris Romano y Rodrigo Sorogoyen (2008)
- La casa de mi padre, regia di Gorka Merchán (2008)
- El patio de mi cárcel, regia di Belén Macías (2008)
- Bunny and the Bull, regia di Paul King (2009)
- La mitad de Óscar, regia di Manuel Martín Cuenca (2010)
- Verbo,regia di Eduardo Chapero-Jackson (2011)
- Seis puntos sobre Emma, regia di Roberto Pérez Toledo (2011)
- La fredda luce del giorno (The Cold Light of Day), regia di Mabrouk El Mechri (2012)
- Katmandú, un espejo en el cielo, regia di Icíar Bollaín (2012)
- &Me, regia di Norbert ter Hall (2013)
- La gran familia española, regia di Daniel Sánchez Arévalo (2013)
- Kamikaze, regia di Álex Pina (2014)
- Mi stai ammazzando, Susana (Me estás matando, Susana), regia di Roberto Sneider (2016)
- No culpes al karma de lo que te pasa por gilipollas, regia di María Ripoll  (2016)
- La ragazza nella nebbia' (La niebla y la doncella), regia di Andrés M. Koppel (2017)
- Lasciati andare, regia di Francesco Amato (2017)
- Hunter's Prayer - In fuga (The Hunter's Prayer), regia di Jonathan Mostow (2017)
- L'ofrena, regia di Ventura Durall (2020)
- Origini segrete (Orígenes secretos), regia di David Galán Galindo (2020)
- Ballo ballo (Explota Explota), regia di Nacho Álvarez (2020)
- Donde caben dos, regia di Paco Caballero (2021)
- Book of Love, regia di Analeine Cal y Mayor (2022)
- La casa degli oggetti (Objetos) regia di Jorge Dorado (2022)

### Televisione
- Una nueva vida - serie TV, 3 episodi (2003)
- Paco y Veva - serie TV, 18 episodi (2004)
- Un difunto, seis mujeres y un taller - film TV (2007)
- Cuéntame cómo pasó - seie TV, 1 episodio (2014)
- Fortitude – serie TV, 19 episodi (2015-2017)
- Apaches - serie TV, 12 episodi (2017)
- Trust – serie TV, 4 episodi (2018)
- Paquita Salas - serie TV, 1 episodio (2018)
- Tre giorni di Natale - serie TV, 1 episodio, (2019)
- 3 caminos - serie TV, 8 episodi (2021)
- Intimidad - serie TV, 8 episodi (2022)

### Cortometraggi
- Cerrojos, regia di Carlos Ceacero (2004)
- El álbum blanco, regia di Félix Viscarret (2005)
- Línea 57, regia di Ádel Kháder (2006)
- Tetequiquiero, regia di Roberto Pérez Toledo (2010)
- La reunión, regia di Javier Ruiz de Arcaute (2017)
- Le Prochain, regia di Raúl Herrera (2018)
- What Is Love, regia di Paco Caballero (2019)
- Tótem loba, come regista e sceneggiatrice (2020)

## Teatro
- Inferno di Dante Alighieri, regia di Tomaz Pandur (2005)
- El amante di Harold Pinter, regia di Nacho Aldeguer (2017)
- La strada di Federico Fellini, regia di Mario Gas (2019)

## Premi e riconoscimenti
- Premio Goya
  - 2007 - candidatura alla migliore attrice rivelazione per Yo soy la Juani
  - 2009 - candidatura alla migliore attrice protagonista per El patio de mi cárcel
  - 2012 - candidatura alla migliore attrice protagonista per Katmandú, un espejo en el cielo
  - 2021 - candidatura alla migliore attrice non protagonista per Ballo ballo
  - 2022 - miglior cortometraggio di finzione per Tótem loba
- Premio Feroz
  - 2014 - candidatura alla migliore attrice per La gran familia española
  - 2021 - Migliore attrice per Ballo ballo
- Premio Gaudí
  - 2012 - Migliore attrice protagonista per Katmandú, un espejo en el cielo
  - 2021 - Migliore attrice non protagonista per L'ofrena
- Medaglie del Circolo degli scrittori cinematografici
  - 2007 - candidatura alla miglior attrice rivelazione per Yo soy la Juani
  - 2009 - candidatura alla migliore attrice protagonista per El patio de mi cárcel
  - 2013 - candidatura alla migliore attrice protagonista per Katmandú, un espejo en el cielo
  - 2014 - candidatura alla migliore attrice non protagonista per La gran familia española
  - 2021 - candidatura alla migliore attrice non protagonista per Ballo ballo
- Premi dell'Unione degli attori e delle attrici
  - 2007 - canditatura alla migliore attrice rivelazione per Yo soy la Juani
  - 2014 - candidatura alla migliore attrice cinematografica per La gran familia española
- Festival di Málaga
  - 2007 - Biznaga d'argento per la migliore attrice non protagonista per El menor de los males
  - 2012 - Migliore attrice per Seis puntos sobre Emma

## Doppiatrici italiane
Nelle versioni in italiano delle opere in cui ha recitato, Veronica Echegui è stata doppiato da:
- Francesca Fiorentini in Fortitude, Ballo ballo (parlato), Origini segrete
- Ilaria Latini in La fredda luce del giorno, Book of Love
- Perla Liberatori in Mi stai ammazzando, Susana
- Domitilla D'Amico in Hunter's Prayer - In fuga
- Chiara Francese in La casa degli oggetti
- Renata Fusco in Ballo ballo (canto)